# Rossburg (Ohio)
Rossburg es una villa ubicada en el condado de Darke en el estado estadounidense de Ohio. En el Censo de 2010 tenía una población de 201 habitantes y una densidad poblacional de 554,33 personas por km².

## Geografía
Rossburg se encuentra ubicada en las coordenadas 40°16′49″N 84°38′18″O / 40.28028, -84.63833. Según la Oficina del Censo de los Estados Unidos, Rossburg tiene una superficie total de 0.36 km², de la cual 0.36 km² corresponden a tierra firme y (0%) 0 km² es agua.

## Demografía
Según el censo de 2010, había 201 personas residiendo en Rossburg. La densidad de población era de 554,33 hab./km². De los 201 habitantes, Rossburg estaba compuesto por el 100% blancos, el 0% eran afroamericanos, el 0% eran amerindios, el 0% eran asiáticos, el 0% eran isleños del Pacífico, el 0% eran de otras razas y el 0% pertenecían a dos o más razas. Del total de la población el 0.5% eran hispanos o latinos de cualquier raza.